# Rozkaz NKWD Nr 00439
Rozkaz NKWD Nr 00439 – rozkaz Ludowego Komisarza Spraw Wewnętrznych ZSRR wydany 25 lipca 1937 roku, będący podstawą do rozpoczęcia „operacji niemieckiej NKWD”, czyli szeroko zakrojonej akcji aresztowań Niemców na terenie Związku Radzieckiego w latach 1937–1938.
„Operacja niemiecka NKWD” była jedną z tzw. operacji narodowościowych – akcji represyjnych wymierzonych w różne mniejszości narodowe państwa bolszewików (Polaków, Finów, Łotyszów, Greków, Bułgarów, Chińczyków, Koreańczyków i innych). Wśród tych poszczególnych narodowości Polacy i Niemcy ucierpieli najbardziej, gdyż w trakcie „operacji polskiej” rozstrzelano 111 tysięcy ludzi, a ofiary śmiertelne antyniemieckiej akcji represyjnej szacuje się od 25 do 42 tysięcy osób. Sposób organizacji przeprowadzenia przez bolszewicką bezpiekę masowych aresztowań i eksterminacji ludności polskiej w ramach „operacji polskiej NKWD” stanowił wzorzec dla kolejnych akcji represyjnych wymierzonych w mniejszości narodowe radzieckiego imperium (w tym „operacji niemieckiej”).
W treści owego rozkazu określone zostały kategorie ludzi przeznaczonych do aresztowania. Wymienieni zostali: byli niemieccy jeńcy wojenni, wszyscy niemieccy uchodźcy i imigranci znajdujący się na terenie ZSRR, osoby niemieckiego pochodzenia pracujące w radzieckich zakładach przemysłu zbrojeniowego.
Rozkaz 00439 nakazywał jednocześnie NKWD-zistom zmuszanie aresztowanych do dostarczania dowodów na samych siebie.